# Inspektionen för strategiska produkter
Inspektionen för strategiska produkter (ISP) är en svensk statlig förvaltningsmyndighet som arbetar med exportkontroll och tillsyn av försvarsmateriel - krigsmateriel och produkter med dubbla användningsområden.
Inkomna ärenden avgörs av ISP. ISP ska dock överlämna ärenden av principiell betydelse till regeringen. Regeringen lämnar varje år en redogörelse för den svenska exportkontrollpolitiken till riksdagen. 
Avseende produkter med dubbla användningsområden har ISP ansvar för kategorierna 1-9 i PDA-förordningen, medan kategori 0 kontrolleras av Strålsäkerhetsmyndigheten.   

## Myndighetens uppdrag
Utöver tillsynen och kontrollen av försvarsmateriel hanterar ISP även ärenden gällande riktade sanktioner samt verkar som nationell myndighet för FN:s konvention om förbud mot kemiska vapen, vars praktiska arbete utförs av Organisation for the Prohibition of Chemical Weapons, OPCW. Myndigheten har även blivit utsedd till Sveriges kontaktpunkt för arbetet med utländska direktinvesteringar.

## En del av svensk utrikes- och säkerhetspolitik
ISP:s uppdrag är en viktig del av svensk utrikes- och säkerhetspolitik och myndigheten har även ett nära samarbete med bland annat Tullverket, Säkerhetspolisen, Totalförsvarets forskningsinstitut (FOI), Militära underrättelse- och säkerhetstjänsten (MUST), Försvarets radioanstalt (FRA) och svenska industriföretag samt europeiska och multilaterala samarbetsorgan. ISP:s verksamhet faller under Utrikesdepartementet och handläggs där av Enheten för nedrustning och icke-spridning (UD-NIS), som har myndighetsansvar för ISP.

## Bakgrund
ISP bildades den 1 februari 1996 när dåvarande Krigsmaterielinspektionen (KMI) slogs ihop med den strategiska exportkontrollverksamheten i Regeringskansliet.

Krigsmaterielinspektörer
_________________________________________________________________________________________________________________________
1996–2000: Staffan Sohlman
2000-2001 (t.f) Stefan Hanson

## Generaldirektörer
- 2001–2005: Lars-Hjalmar Wide
- 2005 (t.f.): Jan-Erik Lövgren
- 2005–2012: Andreas Ekman Duse
- 2012-2013 (t.f.): Jan-Erik Lövgren
- 2013–2018: Christer Ahlström
- 2018– : Carl Johan Wieslander[9][10]